# Satz von Malgrange-Ehrenpreis
Der Satz von Malgrange-Ehrenpreis ist ein Existenzsatz aus der Theorie der partiellen Differentialgleichungen.
Er sichert die Existenz einer Greenschen Funktion für lineare partielle Differentialoperatoren mit konstanten Koeffizienten.
Der Satz wurde Mitte der 1950er Jahre unabhängig von Bernard Malgrange
und Leon Ehrenpreis
gefunden.

## Begriffe
Ein linearer partieller Differentialoperator mit konstanten Koeffizienten entsteht aus einem Polynom {\displaystyle P} in {\displaystyle n} Unbestimmten, indem für die {\displaystyle i}-te Unbestimme die partielle Ableitung {\displaystyle D_{i}={\tfrac {\partial }{\partial x_{i}}}} eingesetzt wird. Ist
{\displaystyle P=P(x_{1},\ldots ,x_{n})=\sum _{j_{1},\ldots ,j_{n}=0}^{N}\beta _{j_{1},\ldots ,j_{n}}x_{1}^{j_{1}}\ldots x_{n}^{j_{n}}}
mit Koeffizienten {\displaystyle \beta _{j_{1},\ldots ,j_{n}}\in \mathbb {C} },
wobei die obere Summationsgrenze {\displaystyle N} eine feste natürliche Zahl ist, so ist
{\displaystyle P(D)=P(D_{1},\ldots ,D_{n})=\sum _{j_{1},\ldots ,j_{n}=0}^{N}\beta _{j_{1},\ldots ,j_{n}}{\frac {\partial ^{j_{1}}}{\partial x_{1}^{j_{1}}}}\ldots {\frac {\partial ^{j_{n}}}{\partial x_{n}^{j_{n}}}}}
und die partielle Differentialgleichung
{\displaystyle P(D)u=f}
bei vorgegebener rechter Seite {\displaystyle f} heißt lineare partielle Differentialgleichung mit konstanten Koeffizienten, da die Koeffizienten {\displaystyle \beta _{j_{1},\ldots ,j_{n}}} keine Funktionen der Variablen, sondern Konstanten sind. Die Wellengleichung und die Poisson-Gleichung sind typische Beispiele.
Obige Differentialgleichung ist nun nicht nur für Funktionen, sondern auch für Distributionen sinnvoll. Nimmt man als rechte Seite die Delta-Distribution, so heißt eine Distributionslösung {\displaystyle G} der Gleichung eine Greensche Funktion der Gleichung, auch wenn es sich nicht um eine klassische Funktion handelt. Ist nun {\displaystyle f} irgendeine rechte Seite und kann man die Faltung {\displaystyle G*f} bilden, so ist {\displaystyle u=G*f} wegen der konstanten Koeffizienten eine Lösung von {\displaystyle P(D)u=f}.
Daher gilt die Differentialgleichung mit dem Auffinden einer Greenschen Funktion als gelöst. Das unterstreicht die Bedeutung des folgenden Satzes:

## Formulierung des Satzes
Satz von Malgrange-Ehrenpreis: Es sei {\displaystyle P(D)} ein linearer partieller Differentialoperator mit konstanten Koeffizienten. Dann besitzt die zugehörige partielle Differentialgleichung eine Greensche Funktion.

## Bemerkungen
Die ursprünglichen Beweise verwendeten den Satz von Hahn-Banach und waren daher nicht-konstruktiv. Mittlerweile sind auch konstruktive Beweise bekannt.
Naheliegende Verallgemeinerungen auf lineare partielle Differentialgleichungen mit nicht-konstanten Koeffizienten gelten nicht, wie das Beispiel von Lewy belegt.